# Andong (prowincja)
Andong – dawna prowincja chińska, istniejąca w latach 1932–1949 w południowo-wschodniej części Mandżurii, najpierw jako część państwa Mandżukuo (1932–1945), a następnie Republiki Chińskiej (1945–1949).
W 1932 roku, po utworzeniu przez Japończyków marionetkowego państwa Mandżukuo, dotychczasowa prowincja Fengtian została podzielona na trzy mniejsze prowincje: Fengtian, Jinzhou i Andong. W 1937 roku wydzielono z Andongu nową prowincję, Tonghua. W 1945 roku, po likwidacji Mandżukuo, teren ten powrócił do Republiki Chińskiej; prowincje Andong i Tonghua połączono wówczas ponownie w jedną prowincję Andong.
W Republice Chińskiej prowincja dzieliła się na dwa miasta (Tonghua i Andong) oraz osiemnaście powiatów. Jej stolicą było miasto Tonghua. Obejmowała obszar o powierzchni 62 279 km², z populacją ponad 2,9 mln (stan na czerwiec 1948).
W 1949 roku prowincja Andong została zlikwidowana, a jej terytorium podzielono pomiędzy nowo utworzone prowincje Liaoxi i Liaodong (w 1954 roku połączono je, tworząc prowincję Liaoning).